# Josh Farro
Joshua Neil Farro (Voorhees, New Jersey, 29 de setembro de 1987) é um guitarrista e compositor norte-americano da banda Farro. Josh era membro da banda de rock alternativo Paramore mas ele e seu irmão, Zac Farro, anunciaram sua saída do grupo em 18 de dezembro de 2010 e formaram um novo grupo chamado Novel American, que durou de 2011 a 2014.

## Biografia e carreira
Josh Farro mudou-se ainda criança com a família de sua cidade natal de Voorhees para Franklin no Tennessee onde muito cedo começou a mostrar interesse pela música.
Josh pegou uma guitarra quando tinha mais ou menos 13 anos e começou uma banda com seu irmão, Zac, que na época estava aprendendo a tocar bateria. Eles sentavam no quarto deles e tocavam qualquer coisa desde Weezer, Incubus e Sum 41. Finalmente eles começaram a escrever músicas próprias e dois anos mais tarde sua banda estava procurando um vocal. Zac e Josh tinham acabado de conhecer Hayley Williams na escola, e eles acharam a voz dela incrível. Então eles pediram para ela entrar na banda, e ela entrou.
Quando eles estavam precisando de um baixista, Hayley sugeriu que eles chamassem um amigo dela, Jeremy Davis, com o qual ela já tinha feito uma banda um tempo atrás. Ela disse que ele conseguia tocar qualquer coisa no baixo e que o gosto musical dele era bem legal. Josh e Zac acharam que ele podia dar um toque legal para a música deles, então Jeremy veio para a casa do Josh e tocou um pouco. Apesar dele parecer totalmente diferente do resto do grupo no começo, os integrantes da banda gostaram como ele entrou em sintonia com o som deles. Ele entrou na banda naquele dia e foi aí que Paramore começou. A primeira música que escreveram como banda foi "Conspiracy". Nos anos seguintes, Josh despontaria como guitarrista não só trabalhando na melodia mas também compondo músicas com Hayley.

### Saída do Paramore
Em 21 de dezembro de 2010, um blog apareceu online alegando ser um comunicado oficial de saída dos irmãos Farro. A postagem do blog refutava declarações feitas pelo site oficial do Paramore sobre a saída dos irmãos e era fortemente crítica em relação a Hayley Williams, sua família, a Atlantic Records e a Fueled by Ramen. Farro apareceu em um vídeo no YouTube afirmando que o blog era genuíno. O vídeo foi rapidamente removido por alegadas violações, mas Farro o reenviou alguns dias depois. Farro, que é cristão, citou as crenças diferentes entre ele e Williams como um motivo para deixar o Paramore.

### Vida pessoal
Em 3 de Abril de 2010, Farro casou com Jenna Rice no Tennessee, ficando fora da turnê do Paramore pela Ásia, EUA e Oceania para planejar seu casamento. Em janeiro de 2018, nasceu a primeira filha do casal, Basil James Farro.

## Pós-Paramore

### Novel American
Em 2 de Fevereiro de 2011, Josh anunciou no Twitter que formou uma nova banda, Novel American, logo após a sua saída do Paramore Faziam parte da banda amigos de secundária, Van Beasley, Tyler Ward e Ryan Clark, que tinham uma banda, "Cecil Adora". Em 2014, o novo grupo acabou.

### Farro (2014 - 2017)
Em maio de 2014, ele anunciou no Twitter que ele tinha descartado sua banda anterior, Novel American, porque "nada ia a lugar nenhum". Mais tarde naquele ano, ele anunciou o nome de seu projeto solo, Farro. Seu single de estréia, "Color Rush" foi lançado em novembro, com um vídeo no Youtube. Farro lançou seu primeiro álbum, Walkways de forma independente em 5 de fevereiro de 2016. Ele também anunciou uma mini turnê para divulgar o álbum.[carece de fontes?]

## Discografia

### Paramore
- All We Know Is Falling (26 de julho de 2005)
- Riot!  (12 de junho de 2007)
- Brand New Eyes (29 de setembro de 2009)

### Farro
| Informação do álbum                        |
| ------------------------------------------ |
| Walkways - Lançado: 5 de Fevereiro de 2016 |

### Outros trabalhos
Josh gravou a solo inéditas faixas com Zac Farro e Hayley Williams.
Faixas
- "Plane Crash Dream" com Hayley Williams
- "I Had a Revelation"
- "So Much More"
- "Worry"

## Influências musicais
- Josh cresceu ouvindo Squeeze, James Taylor e Jackson Browne. Mais tarde, nos anos 90, bandas indies de rock, como Self e Failure, se tornaram mais interessante para ele. Essas bandas inspiraram ele para se tornar um músico.

- Suas principais influencias: Jimmy Eat World, Sunny Day Real Estate, Death Cab for Cutie, John Mayer, James Taylor, etc.